# Arnavutköy
Arnavutköy Isztambul egyik kerülete, valamint İstanbul tartomány egyik körzete, 2009 óta. Korábban Beşiktaş egyik mahalléja volt. A kerületben számos régi oszmán kori épület áll, és itt található a nagy presztízzsel rendelkező amerikai középiskola, a Robert College is. Területe 506 négyzetkilométer.

## Története
Arnavutköy területére először a negyedik században települtek görögök, a település neve Hestai volt, később ez Promotura, majd Anaplusra változott. A római korban Mega Revma néven ismerték. Az Arnavutköy nevet az Oszmán Birodalom ideján kapta, amikor 1468-ban II. Mehmed albánokat (törökül: arnavut) telepített a vidékre. A birodalom virágkorában az itt termő mézédes eperről volt híres. A 17. században Evlija Cselebi feljegyzései szerint alig éltek itt muszlimok, görögök és zsidók lakták, a 18. században pár száz fős örmény közösség is élt itt. Az 1887-es tűzvész után sokan elköltöztek, az első világháború kezdetén már alig laktak itt zsidók, a görög közösség viszont jelentős számú (több mint 6000 fős) volt. A háború után a lakosságcsere keretében rengeteg görög hagyta el a városrészt. Az oszmán épületek (mecsetek, fürdők, szökőkutak) mellett számos keresztény templom található itt, legtöbbjük ma már csak romos műemlék.
Itt épül Isztambul új repülőtere, melyet a világ legnagyobb repülőterének terveztek, 110 milliós utasforgalommal. Az első fázist 2018-ban tervezik átadni. Az új repülőtér megnyitásakor az Atatürk repülőteret bezárják.

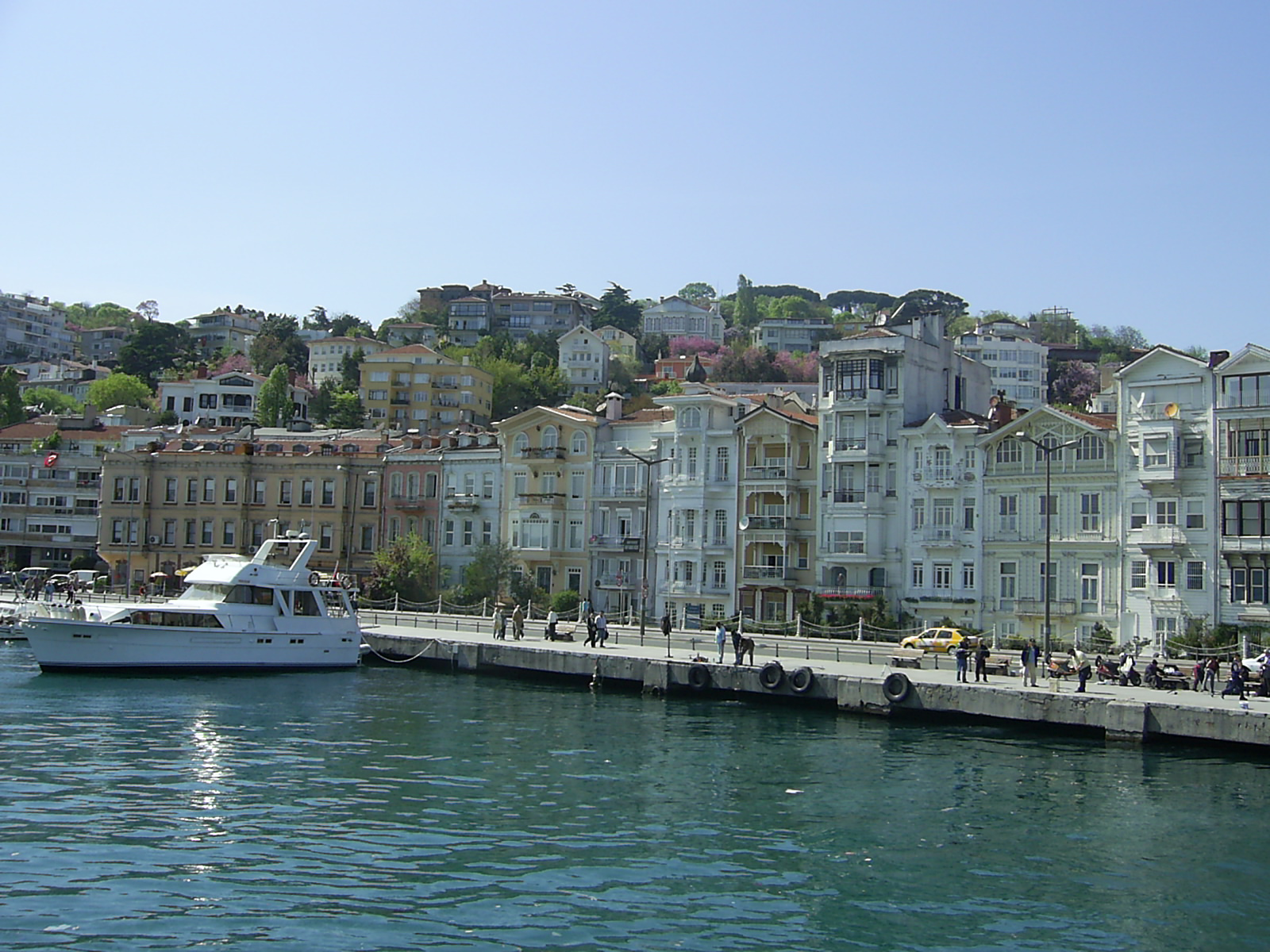
Arnnavutköy a Boszporusz felől nézve